# Ван Люнтерен, Дезире
Дезире ван Люнтерен (нидерл. Desiree van Lunteren; род. 30 декабря 1992, Алмере, Флеволанд) — нидерландская футболистка, полузащитник клуба «Аякс». Чемпионка Европы 2017 года. За спортивные достижения, а также победу на чемпионате Европы по футболу среди женщин 2017 года была награждена Орденом Оранских-Нассау рыцарской степени.

## Биография
Футболом начала заниматься с девятилетнего возраста тренируясь вместе со своими братьями в спортивной секции города Алмере. Обучалась в местном колледже Oostvaarders. Профессиональную карьеру начала в составе «Аз» в 2009 году. На её стиль игры оказал большое влияние голландский футболист — Дирк Кёйт. В составе женской сборной Нидерландов дебютировала 15 февраля 2012 года в матче против Франции, который закончился победой последних со счётом 2-1. В 2015 и 2018 году была избрана «Спортсменом года» в городе Алмере. В 2017 году она получила титул «Спортсменка года» в городе Амстердам, опередив при подсчёте голосов хоккеистку Марго ван Геффен и гандболистку Рейчел де Хазе. Контракт с «Аяксом» рассчитан до середины 2019 года, после чего ван Люнтерен намеревается сменить голландский чемпионат на испанский, английский или немецкий, которые, по её словам, ей намного ближе по стилю игры. После победы на чемпионате мира 2017 года вместе с остальными участницами женской сборной Нидерландов была награждена орденом Оранских-Нассау рыцарской степени. Награда была вручена в Гааге премьер-министром Рютте и министром здравоохранения, социального обеспечения и спорта — Эдит Схипперс.

## Достижения

### Клуб
АЗ
- Чемпионка Эредивизи[англ.]: 2009/10[англ.]
- Кубок Нидерландов[англ.]: 2010/11[нидерл.]

«Аякс»
- Кубок Нидерландов: 2013/14[нидерл.], 2016/17[нидерл.]

### Сборная
Нидерланды
- Победительница чемпионата Европы: 2017